# Lathrolestes orbitalis
Lathrolestes orbitalis är en stekelart som först beskrevs av Johann Ludwig Christian Gravenhorst 1829.  Lathrolestes orbitalis ingår i släktet Lathrolestes och familjen brokparasitsteklar. Arten är reproducerande i Sverige. Inga underarter finns listade i Catalogue of Life.